# Pavla Svrčinová
Pavla Svrčinová (* 10. června 1963 Kladno) je česká hygienička a epidemioložka, od července 2021 do dubna 2024 hlavní hygienička České republiky, přičemž od března 2021 byla touto funkcí pověřena.

## Profesní kariéra
Byla zaměstnána u Krajské hygienické stanice Moravskoslezského kraje se sídlem v Ostravě jako ředitelka odboru hygieny výživy a předmětů běžného užívání. V letech 2009 až 2015 působila na Generálním ředitelství pro zdraví a bezpečnost potravin Evropské komise, kde dělala audity pro kontrolní systémy bezpečnosti potravin.
V roce 2016 se přihlásila do výběrového řízení na funkci hlavní hygieničky, tou se však tehdy stala Eva Gottvaldová. Svrčinovou výběrová komise vyřadila pro nesplnění podmínek. Kvůli novému služebnímu zákonu jí totiž nebyla jako dostatečná kvalifikace uznána předchozí práce pro Evropskou komisi. Od roku 2016 tak zastávala funkci ředitelky Sekce ochrany a podpory veřejného zdraví Hygienické stanice hlavního města Prahy.
V lednu 2020 se stala ředitelkou Krajské hygienické stanice Moravskoslezského kraje. Přednáší také na Ústavu epidemiologie a ochrany veřejného zdraví Lékařské fakulty Ostravské univerzity.
V červenci 2020 čelila kritice ministra zdravotnictví ČR Adama Vojtěcha, důvodem byla podle něj nezvládnutá komunikace související s náhle zpřísněnými protiepidemickými opatřeními v Moravskoslezském kraji. V reakci na opatření se v Ostravě konala demonstrace. Svrčinová sice chybu uznala, ale odstoupit odmítla.
Od 15. března 2021 byla pověřena funkcí hlavní hygieničky ČR a vystřídala tak ve funkci Jarmilu Rážovou. Krátce po oznámení jejího povýšení upozornili uživatelé sociálních sítí na skutečnost, že v říjnu 2020 sdílela na svém facebookovém účtu rasistický vtip. Svrčinová k tomu sdělila, že neví, jak se jí tento příspěvek na jejím účtu a pod jejím jménem objevil. Následně oznámila, že ruší svůj účet na Facebooku.
V dubnu 2021 zkolabovala během jednání vlády, kterého se účastnila prostřednictvím videokonference z budovy Ministra zdravotnictví ČR. Záchranáři ji na místě ošetřili a následně při vědomí transportovali do nemocnice. Po týdnu se do práce vrátila.
Ve funkci hlavní hygieničky skončila v dubnu 2024, když ji vláda na její vlastní žádost odvolala.